# Atzenbach
Atzenbach (alemannisch Atzebach) ist mit 782 Einwohnern (Stand: 31. Dezember 2008) zurzeit der größte Ortsteil von Zell im Wiesental (Baden-Württemberg).
Es liegt im südlichen Teil des Schwarzwalds, im großen Wiesental zwischen Basel und Freiburg und zählt zum Landkreis Lörrach. Die Bundesstraße 317 führt durch den Ort. Atzenbach verfügt über einen Kindergarten und eine Grundschule.
Beim Ortsausgang Richtung Feldberg liegt auf der rechten Seite ein Gewerbegebiet.
Atzenbach bildet mit den Ortschaften Pfaffenberg, Mambach und Riedichen das katholische Kirchspiel Atzenbach. Der Grundstein der katholischen Pfarrkirche wurde im Jahre 1928 durch den in Atzenbach zur Schule gegangenen Erzbischof Karl Fritz gelegt.

## Geographische Lage
Atzenbach liegt im Osten des Zeller Stadtgebietes und, wie die Ortsteile Zell und Mambach, im Tal der Wiese und nicht im umliegenden Bergland. Es grenzt im Süden und Westen an Zell, im Südosten an Riedichen, im Norden an Mambach und im Nordwesten an Pfaffenberg. Im Osten grenzt der Ort an die Gemeinde Häg-Ehrsberg, auf deren Gebiet die Gemarkung Atzenbachs eine 25 Hektar große Wald-Exklave beim Kupferbühl hat. Der überwiegende Teil der Atzenbacher Bebauung liegt rechtsseitig der Wiese. Lediglich im Nordosten (Auf der Spani) und Süden (Freiatzenbacher Weg und Riedicher Straße) sind kleinere Bereiche des Ortes linksseitig der Wiese.
In Atzenbach münden der Erzenbach und der Schuhlochbach in die Wiese. Beide entspringen am Westhang des Hörnle. In der Nähe der Gemarkungsgrenze unterhalb von Grüneck stürzt der Schuhlochbach in mehreren Kaskaden insgesamt 15 Meter die Atzenbacher Wasserfälle hinab.

## Geschichte

### Ortsname
Vermutlich stammt der Ursprung des Namens Atzenbach von einem einzigen Hof. Wahrscheinlich wurde später nach diesem Hof das Dorf benannt. Dieser Hof gehörte wohl einem Besitzer namens „Atzo“. Also Atzo in oder am Bach. Mit Bach ist die heutige Wiese gemeint.

### Ortsgeschichte

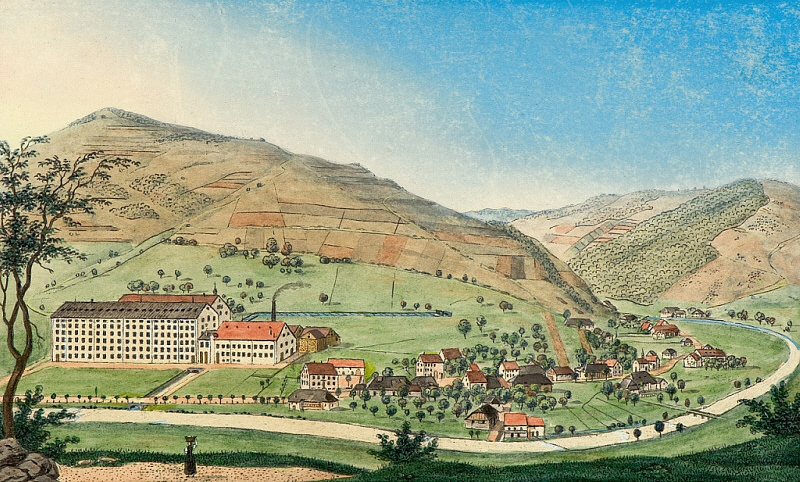
Johann Martin Morat: Atzenbach, 19. Jahrhundert

Im Jahre 1113 übergab Walcho von Waldeck fast seinen gesamten Besitz an das Kloster St. Blasien. Dazu gehörten auch Güter in Atzenbach. Dies ist die erste urkundliche Erwähnung des Dorfes.
Wortlaut der erhaltenen deutschen Abschrift nach dem St. Blasischen Urkundenbuch:

„Ich gib auch an das gotzhus die gut und hoff, die ich han in den doerffern Hegniberg, ober Tüllikon und nider Tüllikon, Leidichoffen, Riehen, Wahinhofen, obern Basel, Brombach, Blansingen, Rinwiler, Welmlingen, Efringen, Varnow, Reitenbuch, Atzenbach, Hebscheringen, Schönow, Ried, Gresskon, Swaigmat, Hugelhaim und Ebringen, Tagolfingen, Wilare.“

Im 14. Jahrhundert kam Atzenbach durch Tausch und Kauf zum Damenstift Säckingen. Bis zum Jahre 1805 gehörte Atzenbach zu der stiftsäckingischen Vogtei Zell. Somit gehörte Atzenbach über 450 Jahre zu Österreich. Durch den Pressburger Frieden 1805 wurde das Dorf dem Großherzogtum Baden zuerkannt, welches 1918 mit der Abdankung des Regenten endete. Nachdem das Land Baden in den 1950er Jahren mit Württemberg fusionierte, gehörte Atzenbach zu Baden-Württemberg.
Atzenbach war ursprünglich ein Bauerndorf. Typisch für Atzenbach war auch die im ganzen Südschwarzwald vorhandenen Bauernhäuser mit ihren tiefgezogenen Walmdächern. Heute sind nur mehr noch 2 solcher alter Walmdächer vorhanden.

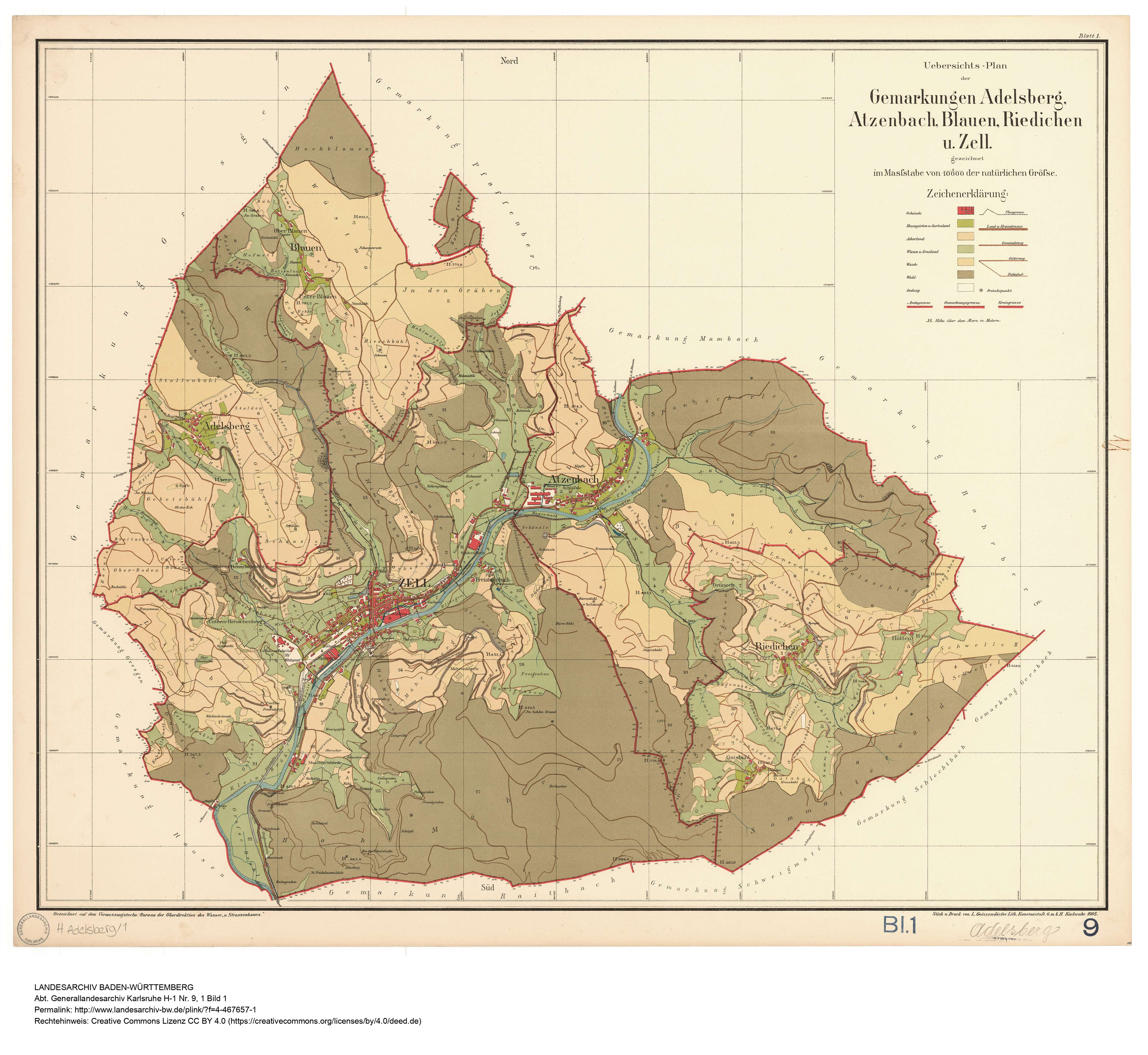
Historische Karte von Adelsberg, Atzenbach, Blauen, Riedichen und Zell im Wiesental

Mit dem 2. Januar 1848 veränderte sich das Gesicht des Dorfes. Damals begannen sich die ersten Spindeln der Spinnerei Atzenbach zu drehen. Durch die neu geschaffenen Arbeitsplätze in der aufsteigenden Industrie entstand ein starker Zuzug nach Atzenbach. So veränderte sich das Gesicht vom Bauerndorf zum Arbeiterdörfchen. Die Textilindustrie, die in den 1970er Jahren zu Ende ging, brachte dem Dorf Wohlstand und Ansehen.
Am 1. Januar 1975 wurde Atzenbach zu einem Ortsteil von Zell im Wiesental.
Der Ortsteil liegt nordöstlich von Zell. Das Todtnauerli, auch als Obere Wiesentalbahn bezeichnet, war eine private Schmalspurbahn, die von Zell im Wiesental über Atzenbach und Schönau nach Todtnau führte. Sie wurde 1889 eröffnet und 1967 stillgelegt.

## Bevölkerung und Religion

### Einwohnerentwicklung
Die Zahl der Einwohner Atzenbachs entwickelte sich wie folgt:
| Jahr | Einwohner |
| ---- | --------- |
| 1852 | 597       |
| 1871 | 891       |
| 1880 | 824       |
| 1890 | 908       |
| 1900 | 925       |
| 1910 | 975       |
| 1925 | 976       |
| 1933 | 918       |

| Jahr | Einwohner |
| ---- | --------- |
| 1939 | 849       |
| 1950 | 1023      |
| 1956 | 1070      |
| 1961 | 1065      |
| 1970 | 1111      |
| 2005 | 794       |
| 2008 | 782       |

### Religion
Die Zugehörigkeit zu den Religionsgemeinschaften verteilte sich in der Vergangenheit wie folgt:
| Religionszugehörigkeit in Atzenbach | Religionszugehörigkeit in Atzenbach | Religionszugehörigkeit in Atzenbach | Religionszugehörigkeit in Atzenbach |
| Jahr                                | Religion                            | Religion                            | Religion                            |
| ----------------------------------- | ----------------------------------- | ----------------------------------- | ----------------------------------- |
|                                     | evangelisch                         | katholisch                          | sonstige                            |
| 1858                                | 10,0 %                              | 90,0 %                              | 0 %                                 |
| 1925                                | 6,7 %                               | 92,8 %                              | 0,5 %                               |
| 1950                                | 16,1 %                              | 83,0 %                              | 0,9 %                               |
| 1961                                | 18,2 %                              | 79,7 %                              | 2,1 %                               |
| 1970                                | 16,3 %                              | 80,5 %                              | 3,2 %                               |

## Politik
Der Ortschaftsrat besteht aus sechs Mitgliedern, Ortsvorsteher ist Tobias Zimmermann.
Die Wahlergebnisse der letzten überregionalen Wahlen fielen in Atzenbach folgendermaßen aus:
| Partei    | Stimmenanteile | Stimmenanteile | Stimmenanteile |
| Partei    | 2025           | 2021           | 2017           |
| --------- | -------------- | -------------- | -------------- |
| CDU       | 29,0 %         | 26,2 %         | 35,9 %         |
| AfD       | 25,8 %         | 9,5 %          | 10,2 %         |
| SPD       | 14,7 %         | 28,6 %         | 24,5 %         |
| Grüne     | 10,3 %         | 8,6 %          | 10,6 %         |
| Die Linke | 6,0 %          | 1,9 %          | 4,5 %          |
| BSW       | 4,8 %          | - *            | -              |
| FDP       | 4,0 %          | 15,7 %         | 10,9 %         |
| Sonstige  | 5,6 %          | 9,5 %          | 3,4 %          |

| Partei   | Stimmenanteile | Stimmenanteile |
| Partei   | 2021           | 2016           |
| -------- | -------------- | -------------- |
| CDU      | 28,7 %         | 33,9 %         |
| Grüne    | 22,7 %         | 20,3 %         |
| SPD      | 16,8 %         | 15,7 %         |
| AfD      | 11,4 %         | 14,4 %         |
| FDP      | 10,8 %         | 6,8 %          |
| Sonstige | 9,6 %          | 8,9 %          |

| Partei    | Stimmenanteile | Stimmenanteile |
| Partei    | 2024           | 2019           |
| --------- | -------------- | -------------- |
| CDU       | 31,4 %         | 32,6 %         |
| SPD       | 19,8 %         | 23,9 %         |
| AfD       | 18,4 %         | 5,4 %          |
| Grüne     | 4,8 %          | 15,8 %         |
| FDP       | 6,8 %          | 4,9 %          |
| FW        | 4,8 %          | 3,3 %          |
| Die Linke | 3,4 %          | 3,8 %          |
| Sonstige  | 10,6 %         | 10,3 %         |

## Kultur und Sehenswürdigkeiten

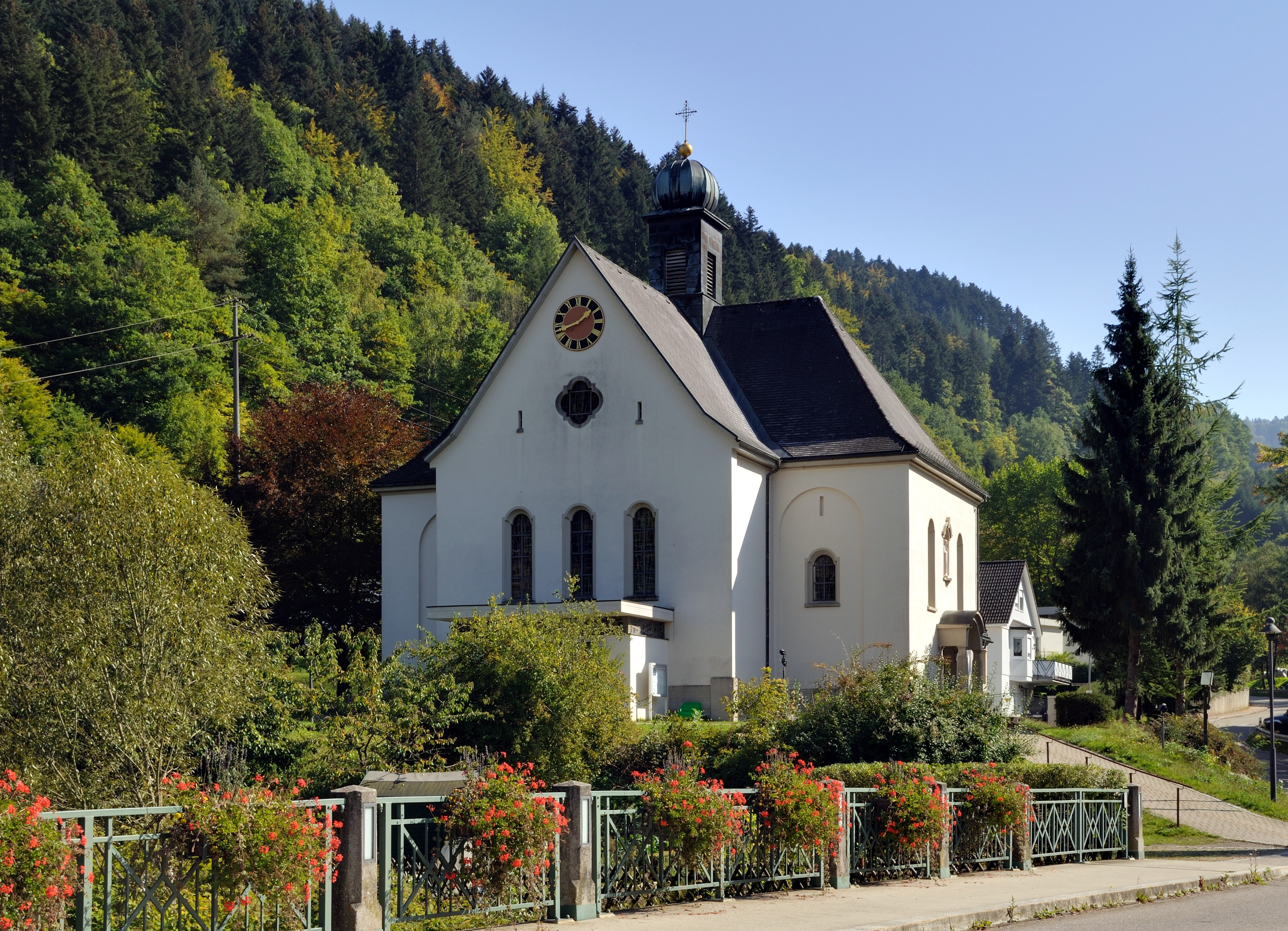
Mariä Himmelfahrt

In Atzenbach befindet sich am südlichen Rand des Besiedlungsgebietes die römisch-katholische Kirche Mariä Himmelfahrt, die Ende der 1920er Jahre im Stil des Neorenaissance erbaut wurde.

## Persönlichkeiten
- Ernst Schiess (1840–1915), Maler, geboren in Atzenbach
- Tassilo Tröscher (1902–2003), hessischer Landwirtschaftsminister 1967–1970, geboren in Atzenbach
- Hans Rudolf Schiess (1904–1978), Maler, geboren in Atzenbach

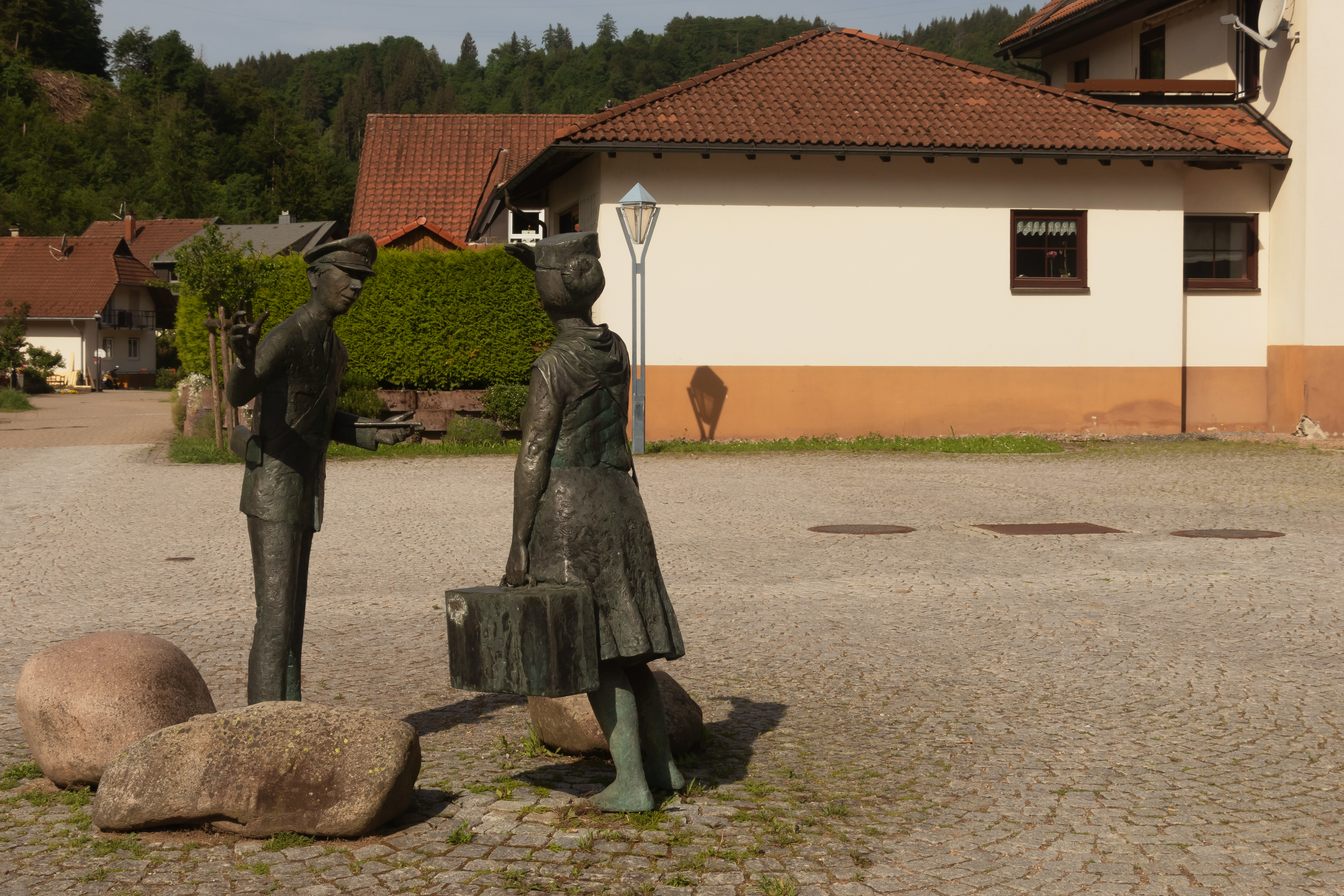
Skulptur auf dem ehemaligen Bahnhofsplatz in Atzenbach

## Verkehr
Durch Atzenbach führt die Bundesstraße 317 entlang der Talachse. Von der B 317 zweigt beidseitig die Kreisstraße 6301 ab. In nördliche Richtung führt diese serpentinenreich Richtung Pfaffenberg; in südöstliche Richtung führt sie über Riedichen nach Gersbach und stellt damit einen von mehreren Passübergängen im Landkreis zwischen Großen Wiesental und dem Wehratal dar.
Der Bahnhof Atzenbach lag an der Bahnstrecke Zell im Wiesental–Todtnau. Sie ist stillgelegt. Durch Atzenbach führt der 54 Kilometer lange Wiesental Radweg, der von Todtnau kommend quer durch den Landkreis Lörrach bis nach Basel führt.